# 銀河共和国

銀河共和国の国旗

銀河共和国（ぎんがきょうわこく、Galactic Republic）は、『スター・ウォーズシリーズ』に登場する銀河規模の共同国家体。

## 歴史

### 旧共和国
映画『スター・ウォーズ エピソード4/新たなる希望』で描かれたヤヴィンの戦いの2万5,053年前、銀河系に存在する人間、エイリアンなど文明民族が惑星コルサントにて統一銀河憲法を批准し、これにより銀河系を統治する惑星間同盟「銀河共和国」が成立した。首都は惑星コルサント。元老院議会を始め主な政府機関、ジェダイ聖堂などがある。当初は相互安全保障・貿易同盟として出発したが時代を経るごとに勢力を拡大し、最終的には数千の星系が加盟する銀河系の中央政府となった。加盟国は銀河憲法を批准しても政体を維持することが認められていたため、共和国には君主制国家から民主制国家まで様々な政治体制を持つ国家が参加していた。
共和国は各惑星間の紛争調停の役割を担っており、ジェダイの騎士が共和国の特使として派遣され調停に当たっていた。このため、ジェダイ評議会は共和国の非公式の警察組織として活動し、同時に元老院の助言機関としての役割も担っていた。しかし、ジェダイ騎士団の中から共和国やジェダイに反抗する者が現れ、彼らは共和国を脱退して「シス」を名乗り一大帝国を建設し、ヤヴィンの戦いより約5,000年前に共和国に対して戦争を仕掛けてきた（ハイパースペース大戦）。
その後も共和国は度々この「シス」の存在に悩まされる歴史を送ることになる（シス大戦など）。その度にジェダイ騎士団が侵略を防ぐが、シスが完全に滅びたと認識されたルーサンの戦い以降、共和国統治領内では大規模な戦争は行われなくなり、以後1,000年に渡って平和と繁栄の時代を謳歌した。しかし、この平和な時代に銀河各地を統治する官僚機構は肥大し、やがて中枢では官僚制度の腐敗と強権を手に入れた元老院議員による汚職が頻発するようになり、共和国末期には統治している銀河各地においてその弊害が現れた。そしてこの頃、裏ではシス卿ダース・シディアスとして暗躍し、表では惑星ナブー代表の銀河元老院議員を務めていたシーヴ・パルパティーンが、政局の混乱を利用して元老院最高議長に就任することに成功した。パルパティーンは巧みな演説で大衆の心をひきつけ、腐敗した官僚制度を合理化する一方、シスの暗黒卿としては共和国に不満を持つ勢力を焚きつけて社会不安を拡大していった。そしてそれを口実に軍備増強を推し進め、最終的にはクローン大戦の開始と、それに乗じたジェダイ騎士団抹殺も成功させる。彼の銀河帝国建国をもって25,000年に渡る銀河共和国の歴史は一旦終焉を迎えた。
しかし、銀河帝国の恐怖政治による支配も、銀河各地の民主勢力によって結成された反乱同盟軍によって25年で崩壊。エンドアの戦いに勝利した後、モン・モスマが共和制復帰を宣言して新共和国として復活した。

## 銀河元老院

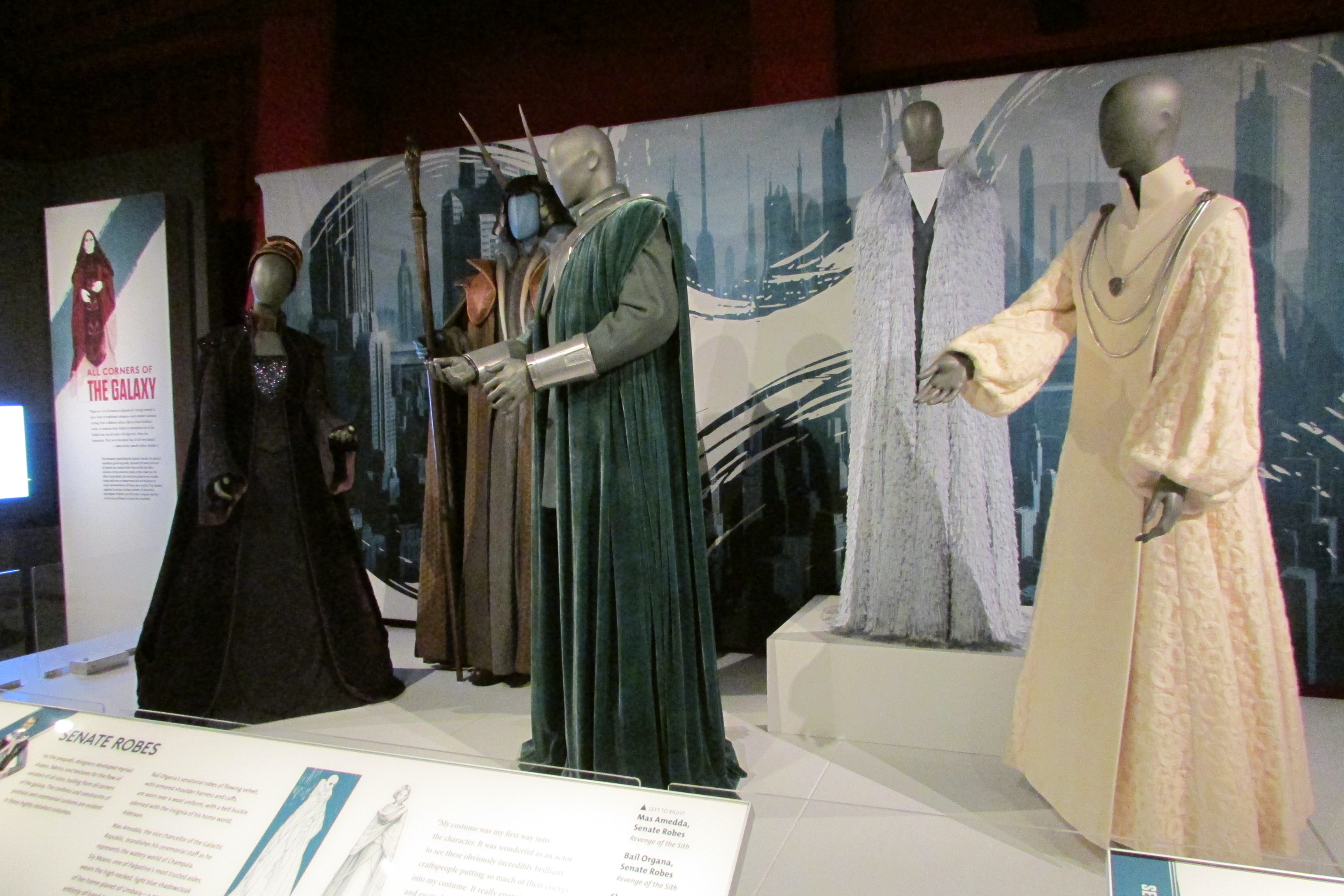
元老院議員の衣装

共和国の最高統治機関であり、銀河中から代議員が参加して共和国の施政について協議する。議会は各惑星やセクターなどを代表する議員が808、その他に有力企業や同盟国の代表者などが216で、計1,024の議員定数から構成される。元老院は一院制を敷いており、銀河系全体を統治するための権限が付与されていた。投票の際には議員1人が1票の権利を持ち、議場には市民への情報開示のために中継用のドロイドが配置されていた。
議場は中央の議長席を囲むようなドーム状になっており、各議員が発言する際には、それぞれの議席が中央へと移動し、全体を見渡せる位置から行う。議席には議員の他に護衛や補佐・側近が搭乗する。議員は個別の委員会に所属して、それぞれ法律案の整備のために活動した。元老院の最高議長が議事を進行し、同時に共和国の国家元首の役割も担い、元老院議員の中から投票で選出され、副議長の補佐を受けて議会を運営する。元老院は非常事態が発生した際には最高議長に非常時大権を付与する権限を持ち、同時に不信任を決議する権限も有していた。
元老院は銀河帝国の成立後も存続したが実権はなく、帝国と反乱軍との銀河内乱の過程で、銀河元老院はデス・スターの完成を機に永久に解散された。新共和国の成立に伴い元老院も再建されている。新共和国元老院では最高議長職は廃止されており、より権限を制限された「議長」が議会の進行を行う。非正史（レジェンズ）では新共和国の首都は旧共和国・銀河帝国同様コルサントに置かれており、こちらでも最高議長職は廃止され、新共和国の国家元首がその役割を引き継いでいる。